# 鈉鉀碳酸岩熔岩
鈉鉀碳酸岩熔岩（英語：Natrocarbonatite）是一種從在東非裂谷內,坦桑尼亞的 Oldoinyo Lengai 火山噴發出來罕見的碳酸岩熔岩。

## 成份
大多數熔岩都含富有的矽酸鹽礦物，但 Oldoinyo Lengai 的鈉鉀碳酸鹽岩熔岩富含稀有的鈉和鉀碳酸鹽礦物、nyerereite 和格碳鈉石。由於這兩種成分，使熔岩在相對較低的溫度（約 500-600 °C）下就能噴發。以至於熔岩在噴發時呈黑色，而不像其他熔岩常見的紅光。它也比矽酸鹽熔岩更具流動性。

## 影響
由Oldoinyo Lengai 噴發出的熔岩中的碳酸鈉和碳酸鉀礦物，在地球表面不穩定，容易受到快速風化，因爲這些礦物質是不含水的，當它們與大氣中的水分接觸時，它們地反應非常迅速。
噴發出的黑色或深褐色的熔岩和火山灰，在幾個小時內開始變白。由此產生的火山景觀與其他火山景觀不同。